# Tongres-Looz
Tongres-Looz, en néerlandais Tongeren-Borgloon, en limbourgeois Tóngere-Loeën, est une commune néerlandophone de Belgique située en Région flamande dans la province de Limbourg. Elle est formée  au 1er janvier 2025 par la fusion de Tongres et Looz. 
Le principe de fusion est décidé entre 30 août et le 02 septembre 2021 avant que la décision définitive soit votée par les conseils communaux le 17 octobre 2023.
La commune compte environ 43.000 habitants.

## Géographie

### Sections de la commune
| #  | Section         | Superf. (km²) | Habitants (2020) | Habitants par km² | Code INS |
| -- | --------------- | ------------- | ---------------- | ----------------- | -------- |
| 1  | Tongres         | 16,04         | 17.877           | 1.114             | 73083A   |
| 2  | Koninksem       | 4,96          | 1.338            | 270               | 73083B   |
| 3  | Neerrepen       | 2,46          | 213              | 87                | 73083C   |
| 4  | Riksingen       | 2,03          | 974              | 480               | 73083D   |
| 5  | Henis           | 3,33          | 864              | 259               | 73083E   |
| 6  | Berg            | 4,35          | 549              | 126               | 73083F   |
| 7  | Mal             | 3,79          | 1.143            | 302               | 73083G   |
| 8  | Sluse           | 2,93          | 680              | 232               | 73083H   |
| 9  | Nerem           | 4,07          | 929              | 228               | 73083J   |
| 10 | Frères          | 6,91          | 1.756            | 254               | 73083K0  |
| 11 | Heure-le-Tixhe  | 3,98          | 343              | 86                | 73083K1  |
| 12 | Russon          | 10,86         | 836              | 77                | 73083L   |
| 13 | Lowaige         | 6,49          | 1.032            | 159               | 73083M   |
| 14 | Widoye          | 3,45          | 392              | 114               | 73083N   |
| 15 | Pirange         | 4,49          | 941              | 210               | 73083P   |
| 16 | Overrepen       | 3,65          | 706              | 193               | 73083R   |
| 17 | 's Herenelderen | 3,77          | 561              | 149               | 73083S   |
| 18 | Looz            | 10,35         | 3.879            | 375               | 73009A   |
| 19 | Kuttekoven      | 2,09          | 118              | 56                | 73009B   |
| 20 | Kerniel         | 4,07          | 710              | 175               | 73009C   |
| 21 | Gors-Opleeuw    | 5,38          | 400              | 74                | 73009D   |
| 22 | Jesseren        | 3,77          | 774              | 205               | 73009E   |
| 23 | Bommershoven    | 6,37          | 851              | 134               | 73009F   |
| 24 | Grand-Looz      | 0,58          | 154              | 266               | 73009G   |
| 25 | Broekom         | 1,84          | 414              | 225               | 73009H   |
| 26 | Hendrieken      | 1,02          | 197              | 194               | 73009J   |
| 27 | Voort           | 2,34          | 195              | 83                | 73009K   |
| 28 | Gotem           | 2,13          | 271              | 127               | 73009L   |
| 29 | Hoepertingen    | 8,49          | 2.278            | 268               | 73009M   |
| 30 | Ryckel          | 2,91          | 768              | 264               | 73009N   |

## Démographie

### Évolution démographique de la commune fusionnée
En tenant compte des anciennes communes entraînées dans la fusion de communes de 2025, on peut dresser l'évolution suivante :
- Source : DGS - Remarque: 1831 jusqu'à 1980=recensement; depuis 1990=nombre d'habitants chaque 1er janvier[12]